# Katsushika Hokusai

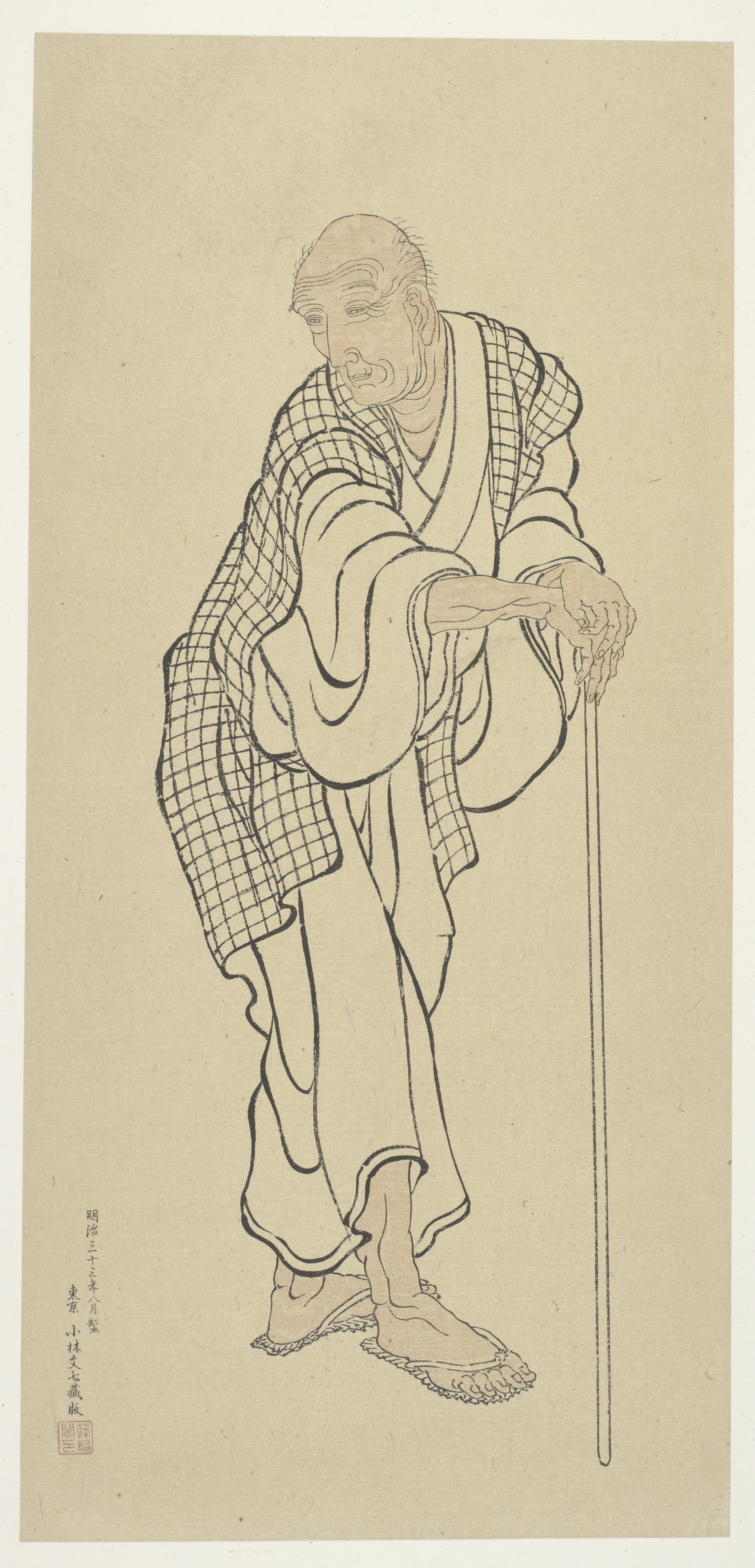
Katsushika Hokusai, 1839, Selbstporträt

Katsushika Hokusai  ⓘ (jap. 葛飾 北斎; * vermutlich am 31. Oktober 1760 in Warigesui, Honjo, östliches Edo/Kreis Katsushika, Provinz Musashi (heute: Sumida, Tokio); † 10. Mai 1849 in Henjōin, Shōten-chō, Asakusa) war ein japanischer Maler und einer der wichtigsten Vertreter des Ukiyo-e-Genres. Für den Kunsthistoriker Carl von Lützow war er „glänzendster Vertreter“ des gegen „Ende des 18. Jahrhunderts erfolgte[n] […] erneute[n] und höchste[n] Aufschwung[s] der volksthümlichen Kunst“ in Japan. Er sei der „japanische Rembrandt, Callot, Goya und Daumier in Einer Person“.
Während seiner siebzigjährigen Karriere schuf er ein beachtliches Werk von etwa 3000 Farbdrucken, Illustrationen für über 200 Bücher, Hunderte von Zeichnungen und über 1000 Gemälde. Er gab schnell die engen Bildthematiken auf, die traditionell mit seiner Schule der „fließenden Welt“ (Ukiyo-e, 浮世絵) verbunden waren – klassischerweise Bilder von populären Schauspielern oder Kurtisanen.
Die Farbholzschnitte der Serie „36 Ansichten des Berges Fuji“, welche eigentlich 46 Drucke zählt, beinhalten seine bekanntesten Werke wie etwa Die große Welle vor Kanagawa (1831).
Hokusai gilt als einer der bedeutendsten Maler der Kunstgeschichte. Seine Arbeit beeinflusste viele europäische Künstler, insbesondere Paul Gauguin, Vincent van Gogh, Claude Monet und Alfred Sisley und im weiteren Sinne die künstlerische Bewegung namens Japonismus.

## Leben
Hokusai wurde in Edo, dem heutigen Tokio, im neunten Monat des zehnten Jahres der Horeki-Periode geboren, seine Eltern sind unbekannt. Mit drei Jahren wurde er von Nakajima Ise (中島 伊勢) adoptiert, einem Spiegelmacher für den Hof des Shogun. Sein bürgerlicher Adoptiv-Name lautet Nakajima Tokitarō (中島 時太郎).
Katsushika Hokusai begann im Alter von 15 Jahren eine Lehre als Blockschnitzer. Als er bereits einige Erfahrungen als Holzschneider gesammelt hatte, begann er im Alter von 18 Jahren in der Kunstwerkstatt des Ukiyo-e-Meisters Katsukawa Shunshō aus der Katsukawa-Schule zu arbeiten, einem Maler und Zeichner von Farbholzschnitten.
Ukiyo-e („Bilder der fließenden Welt“) waren vom Ausgang des 17. bis zum frühen 20. Jahrhundert besonders beliebt. Sie stellten die Welt in ihrer vergänglichen Schönheit dar mit Szenen von Kurtisanen bis zum Schauspielerporträt. Die ersten Arbeiten Hokusais 1779 waren Porträts berühmter Schauspieler, die sich vor allem durch die individuellen Gesichtszüge der Dargestellten auszeichneten. Er veröffentlichte sie unter dem Namen Katsukawa Shunrō (勝川 春朗), den er bis 1794 führte. In dieser Zeit nahm er auch bei einem anderen Meister Unterricht, Yusen von der Kanō-Schule. Dabei studierte er die westliche Malerei, was deutlich in einigen seiner Grafiken zu erkennen ist. Erst 1793, nach dem Tod seines Meisters Shunshō, verließ Hokusai die Werkstatt.

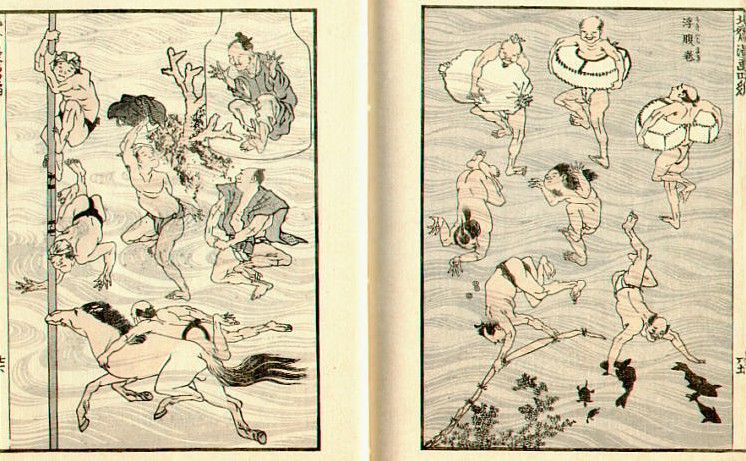
Doppelseite aus Band vier der Hokusai-Manga mit der Darstellung badender Menschen

Anschließend reiste Hokusai durch Japan und wechselte häufig seine Lehrer und Schulen und auch seinen Namen, wie es in japanischen Künstlerkreisen üblich war. Oft entsprachen die Namen dem jeweiligen künstlerischen Entwicklungsabschnitt. In seinem fast neunzigjährigen Leben verwendete Hokusai 30 Namen, darunter auch Gakyojin, das mit verrückt auf Malen zu übersetzen ist und seine produktive Phase bezeichnet. Er wohnte an ca. 100 verschiedenen Orten. Gleichzeitig verfasste er auch populäre Geschichten. Hokusai veröffentlichte 1782 sein erstes Buch, das mit seinen eigenen Illustrationen gefüllt wurde.
In seinem Privatleben erlitt Hokusai viele Rückschläge. Seine erste Frau starb im Jahre 1793 und hinterließ ihm zwei Töchter und einen Sohn. Im Jahr 1797 heiratete er nochmals. 1812 starb sein ältester Sohn. Seine zwei Töchter hatten eine unglückliche Ehe, wurden geschieden und kehrten in Hokusais Haushalt zurück. Hokusai adoptierte den Sohn seiner ältesten Tochter. Im Jahr 1828 starb des Künstlers zweite Frau.
Erst ab 1798 nahm er eigene Schüler an und unterrichtete sie in der Kunst des Holzschnitts und der Zeichenkunst. Von diesem Zeitpunkt an zeichnete er unter seinem bis heute bekannten Namen Katsushika Hokusai.
Als die wirtschaftliche Lage in Japan schlechter wurde, verschlechterten sich auch die Absatzmöglichkeiten für Hokusai, so dass er seine Bilder im Straßenhandel anbieten musste. Nach dieser Phase begann eine Zeit der staatlichen Zensur, die ihn dazu brachte, auf bestellte Malereien für wohlhabende Kunden auszuweichen.
Am 10. Mai 1849, also am 18. Tag im vierten Monat des zweiten Jahres der Kaei-Periode, starb Katsushika Hokusai. Sein Grabmal befindet sich auf dem Friedhof des Tokioter Bezirkes Taitō.

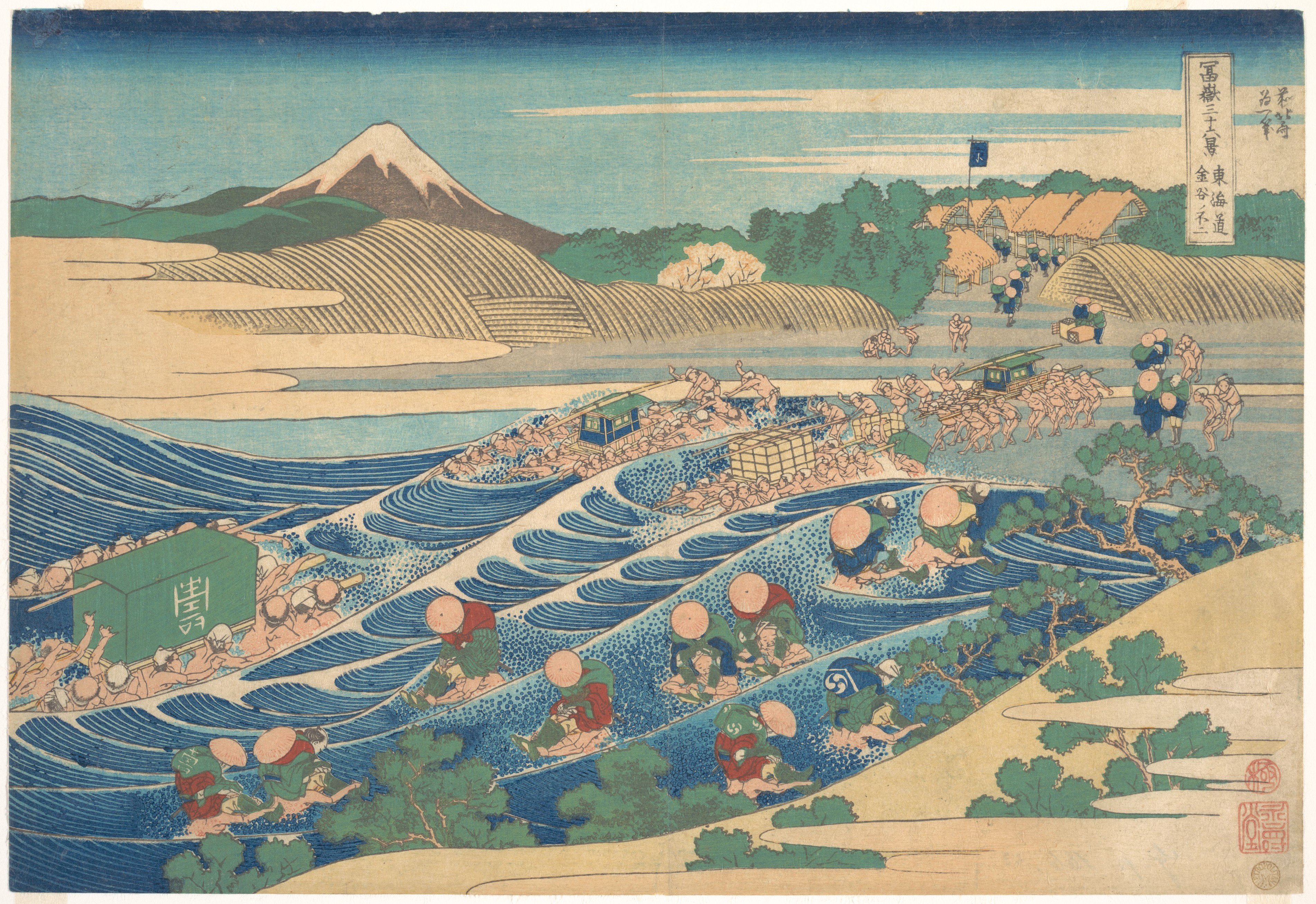
Reisende durchqueren den Fluss Oi (Farbholzschnitt)
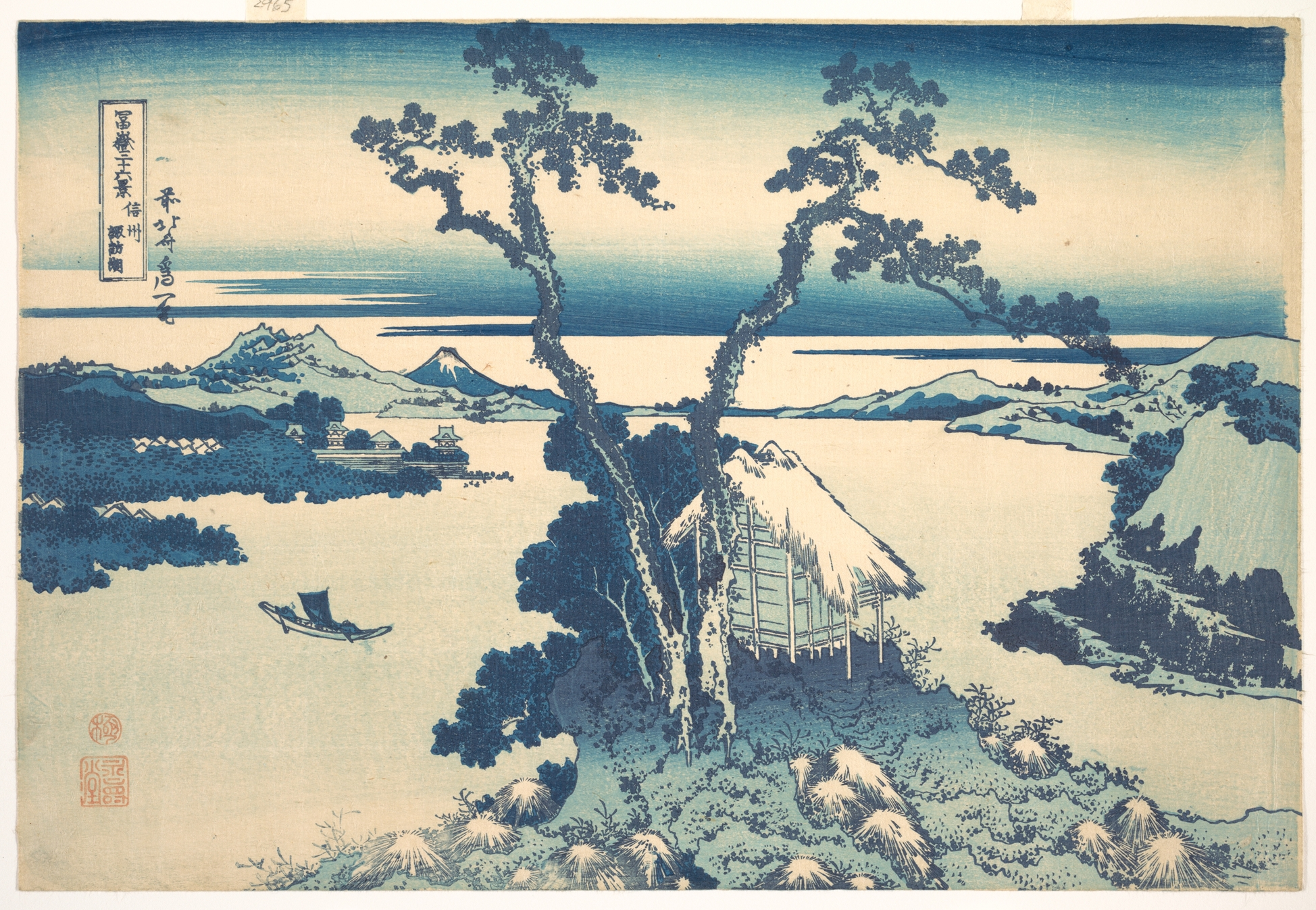
Der Suwa-See (Farbholzschnitt)
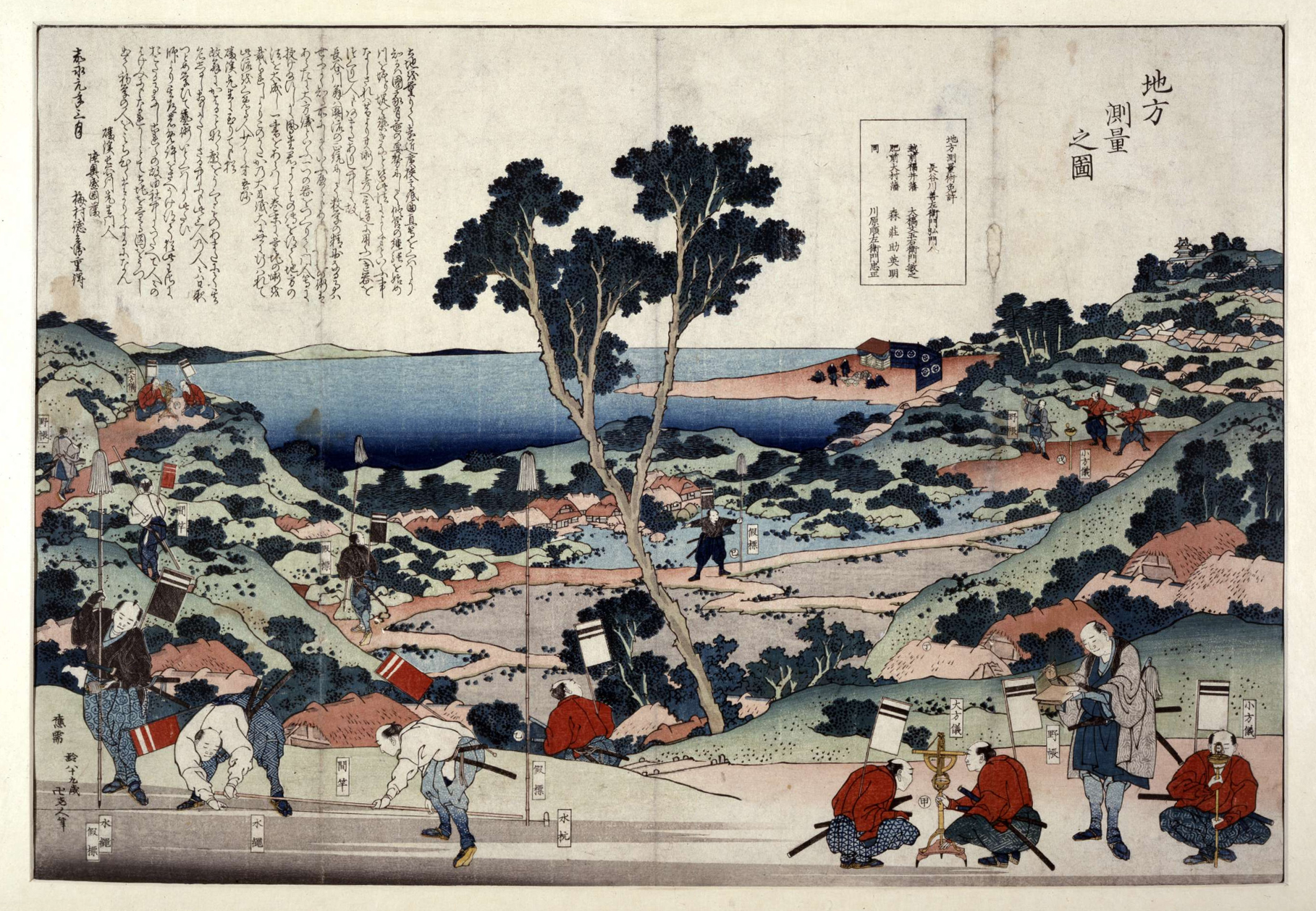
Landvermesser der Edo-Zeit (Farbholzschnitt)
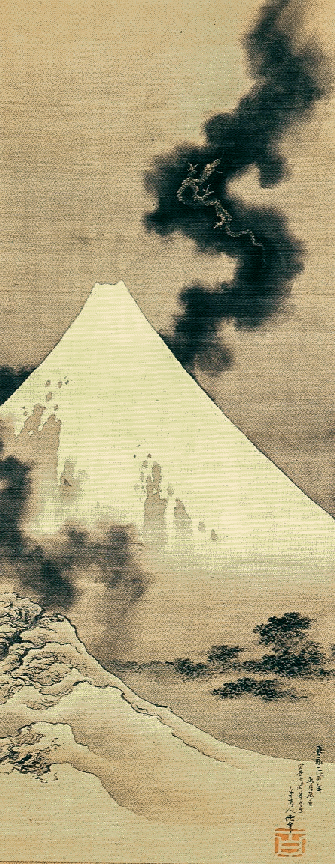
Drache über dem Fuji (Bild)

## Werk

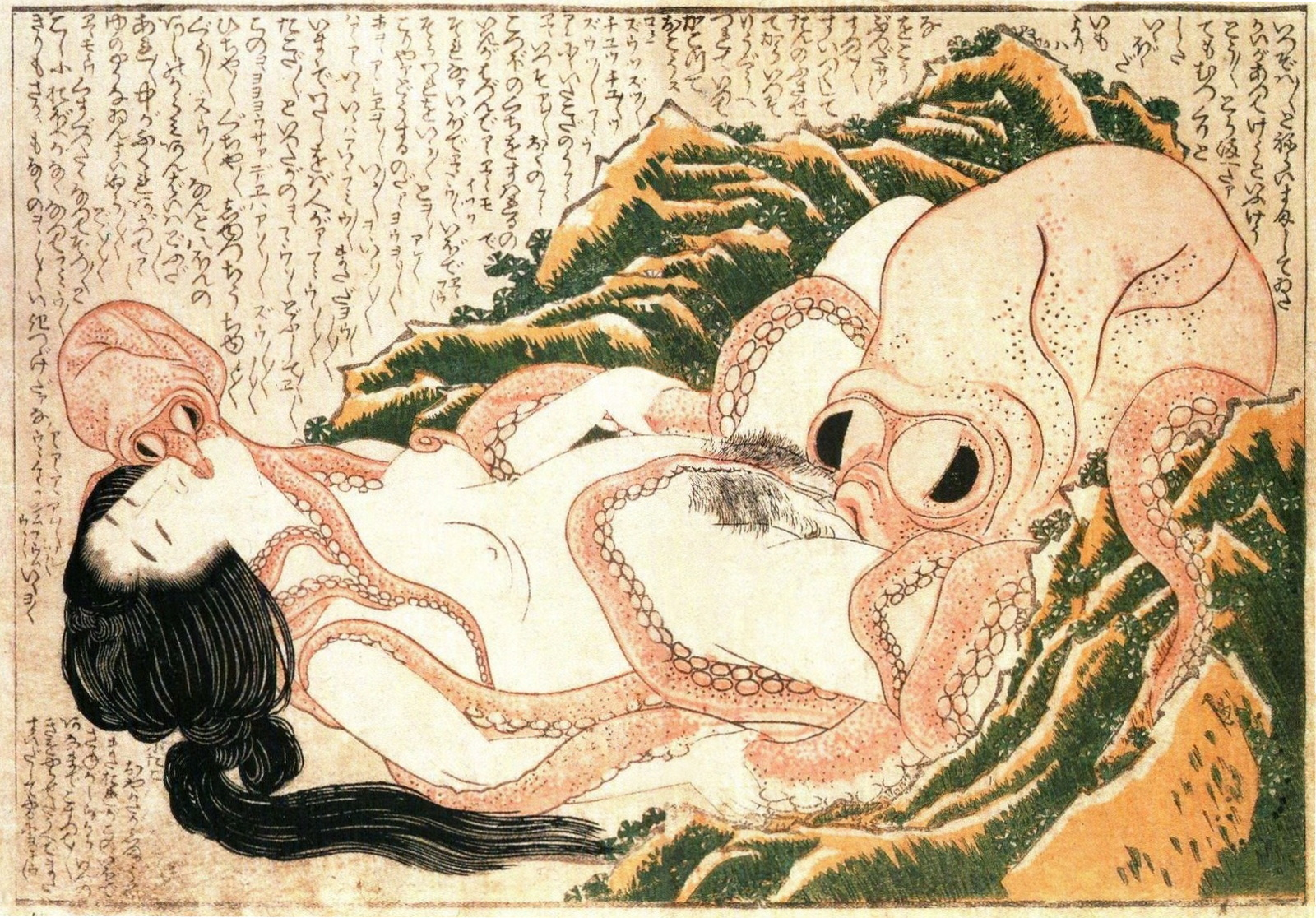
Der Traum der Fischersfrau (auch Muscheltaucherin und Oktopus), um 1820

Zeitweise lebte er in größter Armut, und auch nachdem er mit seinem künstlerischen Schaffen Geld verdienen konnte, bevorzugte er ein einfaches Leben.
In Edo, dem heutigen Tokio, setzte sich Hokusai mit vielen Stilrichtungen auseinander und fand zu seinem eigenen unverwechselbaren künstlerischen Stil. Dabei war das aus der europäischen Kunst bekannte Bestreben um Vermittlung von Raumtiefe in der japanischen Druckkunst weit entwickelt. Auch standen zunehmend mehr Farben zur Verfügung. Zu seinem Spektrum gehörten alle Formen und Techniken des Holzschnittes und der Malerei, und seine Motive reichten von der Darstellung kämpfender Samurai bis hin zu erotischen Szenen wie etwa Der Traum der Fischersfrau. Seine bekanntesten Bilder stellen allerdings die Natur und Landschaften dar.
Hokusai machte den Begriff Manga (etwa zwangloses/ungezügeltes Bild) populär, der noch heute für japanische Comics verwendet wird. Seine Hokusai Mangas sind Skizzen, die zwischen 1814 und 1815 in insgesamt 15 Bänden veröffentlicht wurden (das letzte Heft erschien erst nach seinem Tod, 1878). Sie erzählen keine zusammenhängenden Geschichten, sondern stellen Momentaufnahmen der japanischen Gesellschaft und Kultur während der späten Edo-Zeit dar und bilden das gesamte Spektrum des menschlichen Lebens ab.

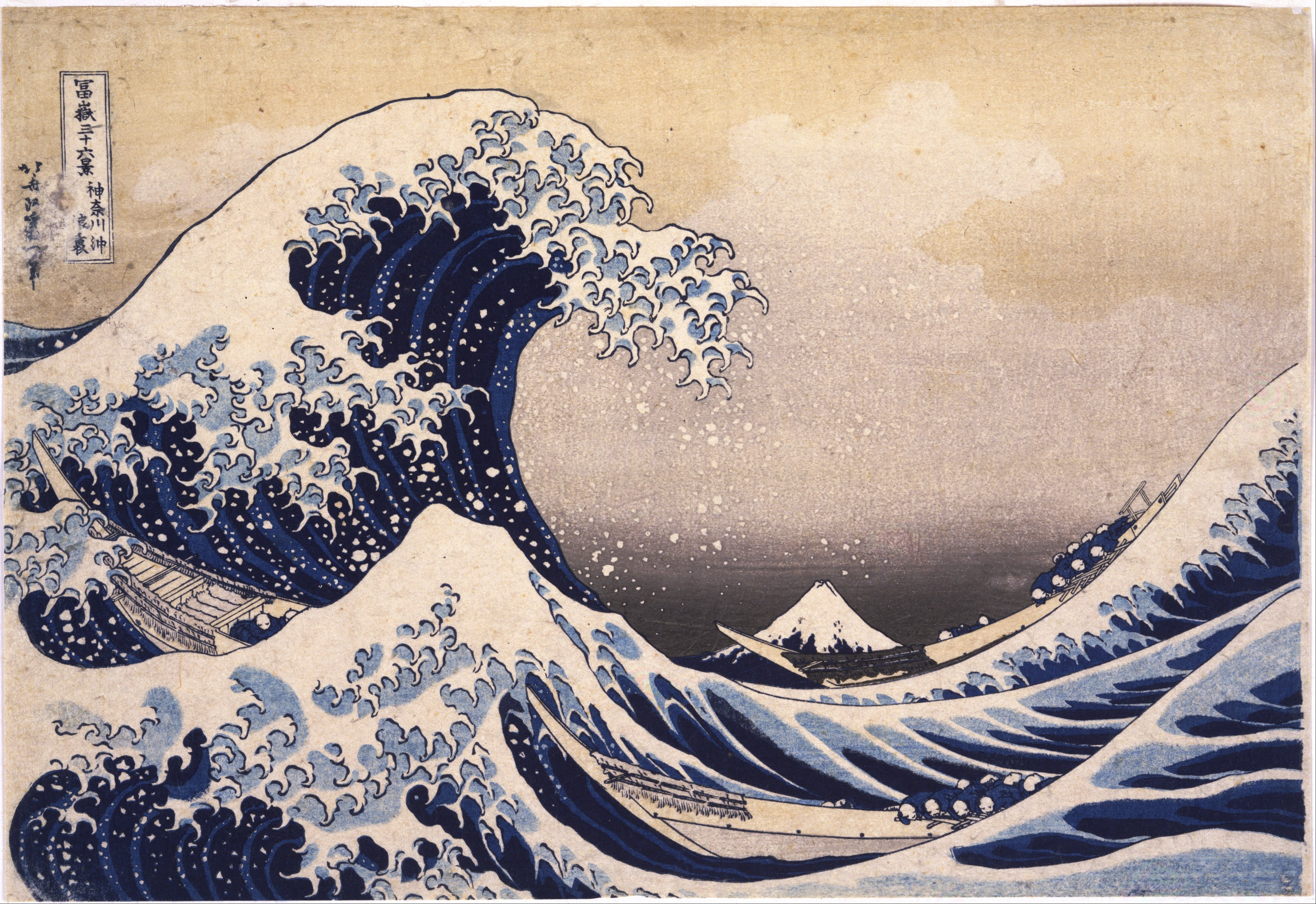
Die große Welle vor Kanagawa, Japanischer Farbholzschnitt von 1830–1832 im Nationalmuseum Tokio aus der Serie „36 Ansichten des Berges Fuji“

Noch bekannter wurde Hokusais Bildserie 36 Ansichten des Berges Fuji, die zwischen 1829 und 1833 entstand und in der er auf 36 Bildern die Landschaften, die elegante und monumentale Gestalt des höchsten und berühmtesten Berges Japans von verschiedenen Standpunkten, in unterschiedlichen Witterungsverhältnissen und Kompositionen einfing. Mal ist der Berg im Vordergrund oder auch als Hintergrundbeiwerk abgebildet. Die große Welle vor Kanagawa, ein Bild aus diesem Zyklus, ist wohl das weltweit bekannteste japanische Kunstwerk. Hokusai führte Landschaften in den Ukiyo-e-Stil ein und fertigte die erste Holzschnittserie, die ausschließlich aus Landschaftsmotiven bestand. Hokusais Holzstiche sind das Ergebnis seiner Auseinandersetzung mit der jahrhundertealten japanischen Kunst des Farbholzschnittes. Weiter entstanden in dieser Zeit von ihm über 200 Zeichnungen.
Hokusai war sein ganzes Leben damit beschäftigt, sich künstlerisch weiterzuentwickeln. Im Vorwort eines seiner Bücher schrieb er dazu:

„Seit meinem sechsten Jahre fühlte ich den Drang, die Gestalten der Dinge abzuzeichnen. Gegen fünfzig Jahre alt, habe ich eine Unzahl von Zeichnungen veröffentlicht, aber ich bin unzufrieden mit Allem, was ich vor meinem siebenzigsten Jahre geschaffen habe. Erst in einem Alter von 73 Jahren habe ich annähernd die wahre Gestalt und Natur der Vögel, Fische und Pflanzen erfasst, folglich werde ich im Alter von 80 Jahren noch grosse Fortschritte gemacht haben; mit 90 Jahren werde ich ins Wesen aller Dinge eindringen; mit 100 Jahren werde ich sicherlich zu einem höheren, unbeschreiblichen Zustand aufgestiegen sein, und habe ich erst 110 Jahre erreicht, so wird Alles, jeder Punkt, jede Linie leben. Ich lade Diejenigen, welche so lange leben werden, wie ich, dazu ein, sich zu überzeugen, ob ich mein Wort halten werde. – Geschrieben im Alter von 75 Jahren, von mir, weiland Hokusai, jetzt genannt Gouakiyo-Rôdjin, der in das Zeichnen vernarrte Greis.“

Am Ende seines Lebens beschrieb er sich stolz als „Landarbeiter“. Auf seinem Totenbett soll er gesagt haben:

„Hätte der Himmel mir weitere fünf Jahre geschenkt, wäre ich ein großer Maler geworden.“

Der Mathematiker Benoît Mandelbrot zeigte gut ein Jahrhundert später in seinen Arbeiten auf, wie Hokusai in seinen Kunstwerken die fraktalen Aspekte der Natur sehr gut erkannt wiedergab, etwa das selbstähnliche Kräuseln bei einer großen Welle, oder die rekursiv wiederkehrende Bogenstruktur beim Schattenbild einer Wolke auf dem Berg Fuji.
Hokusai ist der weltweit bekannteste japanische Künstler. Dass er in seiner Heimat nicht so eine große Bekanntheit genießt, hängt mit seiner Stilrichtung des Ukiyo-e (auf Deutsch Bilder der fließenden Welt) zusammen, die eher als Volkskunst galt. Auch bildete er wenige japanische Sujets ab, während sein Werk von der traditionellen japanischen Kanō-Schule und von chinesischer und niederländischer Landschaftsmalerei geprägt ist.

## Einfluss auf die Kunst
Hokusais Werke verbreiteten sich anfangs nur in Japan, da sich das Land vom Beginn des 17. bis zur Mitte des 19. Jahrhunderts nahezu völlig vor der übrigen Welt abschloss. Nur Händlern aus den Niederlanden, die auf der entfernten künstlichen Insel Dejima im Hafen von Nagasaki lebten, war es erlaubt, eingeschränkt Handel mit Japan zu treiben. Mit ihnen gelangten seine Bilder schließlich auch nach Europa. Dort trugen sie zum Japonismus bei, inspirierten Künstler wie Vincent van Gogh, Paul Gauguin, Egon Schiele und Gustav Klimt und beeinflussten – wie auch die Gesamtheit der japanischen Farbholzschnitte – den Jugendstil, insbesondere die Jugendstil-Grafik.

## Museum

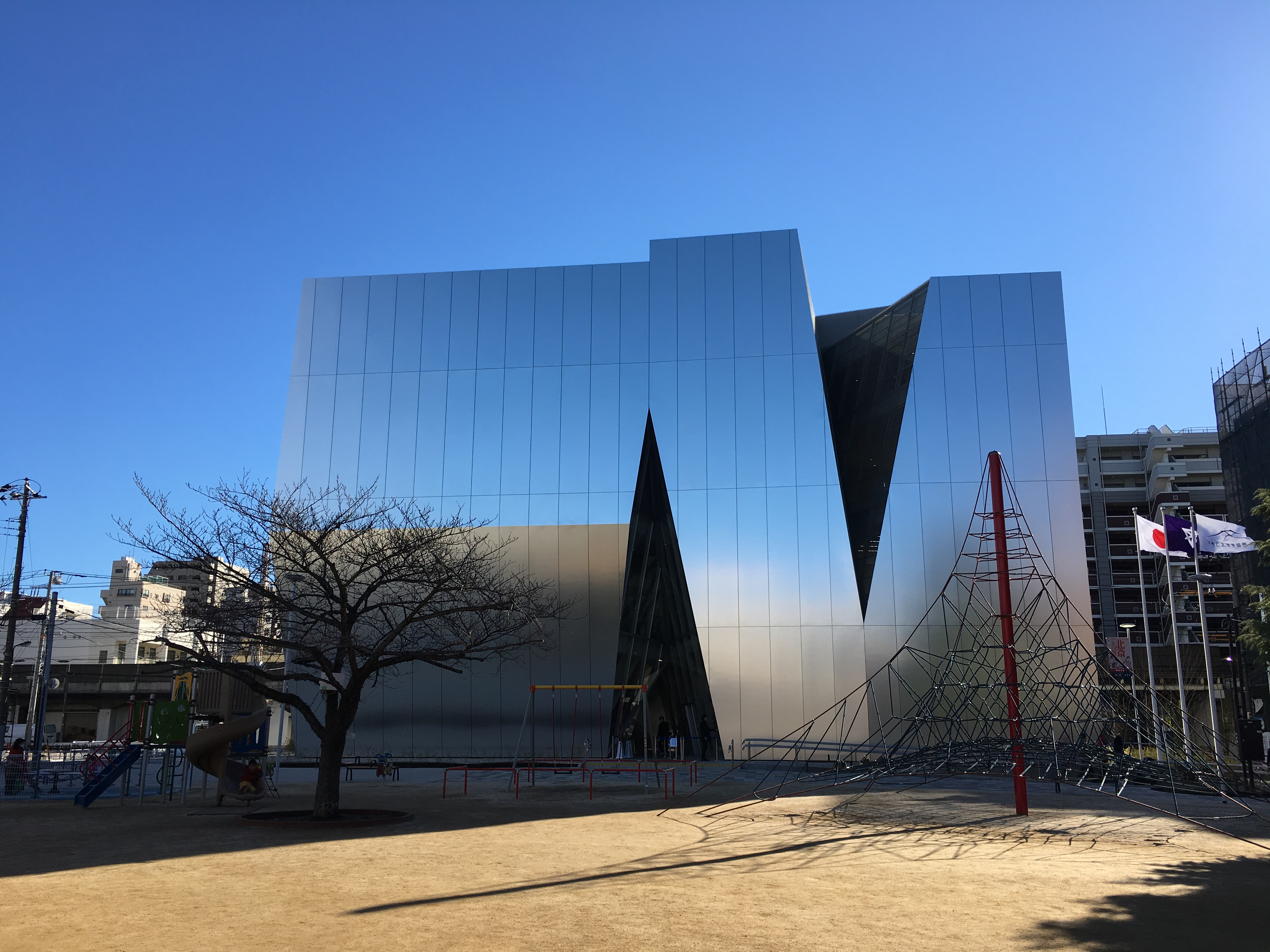
Nordansicht des Sumida Hokusai Museums (2016)

Ende 2016 wurde im Tokyoter Stadtteil Sumida das dem Künstler gewidmete Sumida Hokusai Museum eröffnet.

## Ausstellungen
- 2011: Hokusai – Retrospektive, Martin-Gropius-Bau, Berlin.[9]
- 2014: Hokusai, Grand Palais, Paris, 1. Oktober 2014 – 18. Januar 2015.

## Ehrungen
Am 24. November 2007 wurde der 1960 entdeckte Asteroid 12614 nach Hokusai benannt.

## Film
- Besuch bei Hokusai. (OT: Visite à Hokusai.) Dokumentarfilm, Frankreich, 2014, 52 Min., Buch und Regie: Jean-Pierre Limosin, Produktion: Zadig productions, arte France, RMN Grand Palais, Erstsendung: 10. Dezember 2014 bei arte, Inhaltsangabe von ARD. Dokumentation anlässlich einer Hokusai-Ausstellung im Pariser Grand Palais.
- Miss Hokusai (OT: Sarusuberi: Miss Hokusai) Anime-Biopic, Japan, 2015, 90 Min., Regie: Keiichi Hara, die Filmbiographie basiert auf dem Manga von Hinako Sugiura und erzählt die Vita Hokusais aus der Perspektive seiner Tochter Katsushika O-ei, die ebenfalls eine begabte Künstlerin und Mitarbeiterin ihres Vaters war, der allerdings im patriarchalischen Japan des 19. Jahrhunderts die Anerkennung versagt blieb. Kinostart in Deutschland 16. Juni 2016.